# José Bellido
José María Bellido Cormenzana (San Sebastián, 1922-San Sebastián, 1992) fue un autor dramático, traductor y músico español.

## Biografía
Licenciado en Derecho en 1944 por la Universidad de Valladolid, fue también maestro nacional (1942). Políglota, aprendió el ruso en su niñez, fue traductor de la UNESCO en París, de 1951 a 1953, donde coincidió con Julio Cortázar. Perteneciente al grupo intermedio entre la Generación realista y el Nuevo teatro, escribe un teatro alegórico-crítico, abierto a las corrientes vanguardistas. Estuvo activo en la década de los 1960. Su teatro sigue la línea brechtiana.

## Obras
- Cuando termine la guerra (1945)
- El hombre que se fue (1949)
- El baile (1951)
- Escorpión (1962)
- Fútbol (1963)
- El día sencillo (1964)
- Tren a F... (1964)
- Los relojes de cera (1967)
- Tres individuales (1969)
- Ecce caos (1969)
- Obtuvo un gran éxito de público con la comedia de bulevar Milagro en Londres (1972)
- Esquina a Velázquez (1975)
- Patatús (1986)